# Aero car
Pour les articles homonymes, voir Aerocar.
Ne doit pas être confondu avec Taylor Aerocar.
L’Aero Car est un avion américain facilement convertible en véhicule automobile routier, un concept qui fit l’objet de nombreuses expériences aux États-Unis après la fin de la Seconde Guerre mondiale.

## Aero Car Model 1
Joseph L Halsmer, pilote commercial résident à Lafayette, Indiana, mit deux ans et dépensa 2 300 U$ pour réaliser un monoplan biplace à aile haute repliable et deux moteurs en tandem. L’aile se composait d’un monolongeron en bois, de nervures en aluminium, le tout entoilé. Le fuselage était réalisé en tubes d’acier entoilés, l’ensemble reposant sur un train tricycle. Ce prototype fut porté sur le registre civil américain en 1959 [NC9058C].

## Aero Car Model 2
Dérivé du Model 1, mais avec une formule ‘uni-twin’ : les deux moteurs de 65 ch entrainaient des hélices contrarotatives, donnant à l’appareil l’aspect d’un monomoteur. Un seul exemplaire construit [N12043]

## Aero Car Model 3
En 1963 Joseph L Halsmer modifia son Model 1 [NC9058C] qui devint monomoteur à hélice arrière et reposait désormais sur un train quadricycle. La voilure était repliable en cinq minutes par le conducteur seul, l’avion se transformant alors en véhicule automobile pouvant rouler à 110 km/h.
Cet appareil a été récemment restauré et est toujours en usage…

## Caractéristiques (Aero Car Model 3)
- Envergure : 10.36 m
- Longueur : 6.58 m
- Moteur : 1 Lycoming 0-320 de 143cv
- Vitesse maximale : 216 km/h
- Vitesse de croisière : 180 km/h
- Vitesse d'atterrissage : 77 km/h.